# Memphis Monroe
Memphis Monroe (Nova Orleans, 23 de março de 1985) é uma atriz pornográfica americana. Seu nome artístico Memphis é inspirado no personagem principal do filme Gone in 60 Seconds interpretado por Nicolas Cage, e Monroe de Marilyn Monroe. Ela foi criada em Louisville, Kentucky. Começou sua carreira no cinema adulto em 2005, com 20 anos de idade.

## Carreira
Monroe começou a trabalhar em um restaurante Hooters aos 16 anos, e enquanto trabalhava, posou para um calendário. Após completar 18 anos, ela realizou trabalhos como modelo nu, em abril de 2005 começou a atuar em filmes adultos.
Em maio de 2005, ela posou para a revista Hustler, e dois meses depois soube que seria capa na edição de dezembro da revista. Em novembro de 2005, assinou um contrato exclusivo com a Hustler, tornando-se a segunda garota, depois de Jessica Jaymes, a assinar esse tipo de contrato com a empresa. Em dezembro de 2006, renovou seu contrato com eles, mas em agosto de 2007 ela quebrou o acordo. Em seus filmes, nunca realizou cenas de sexo anal.

## Prêmios
- 2009: AVN Award – Best All-Girl Group Sex Scene – Cheerleaders[7]